# Jürgen Wiebicke

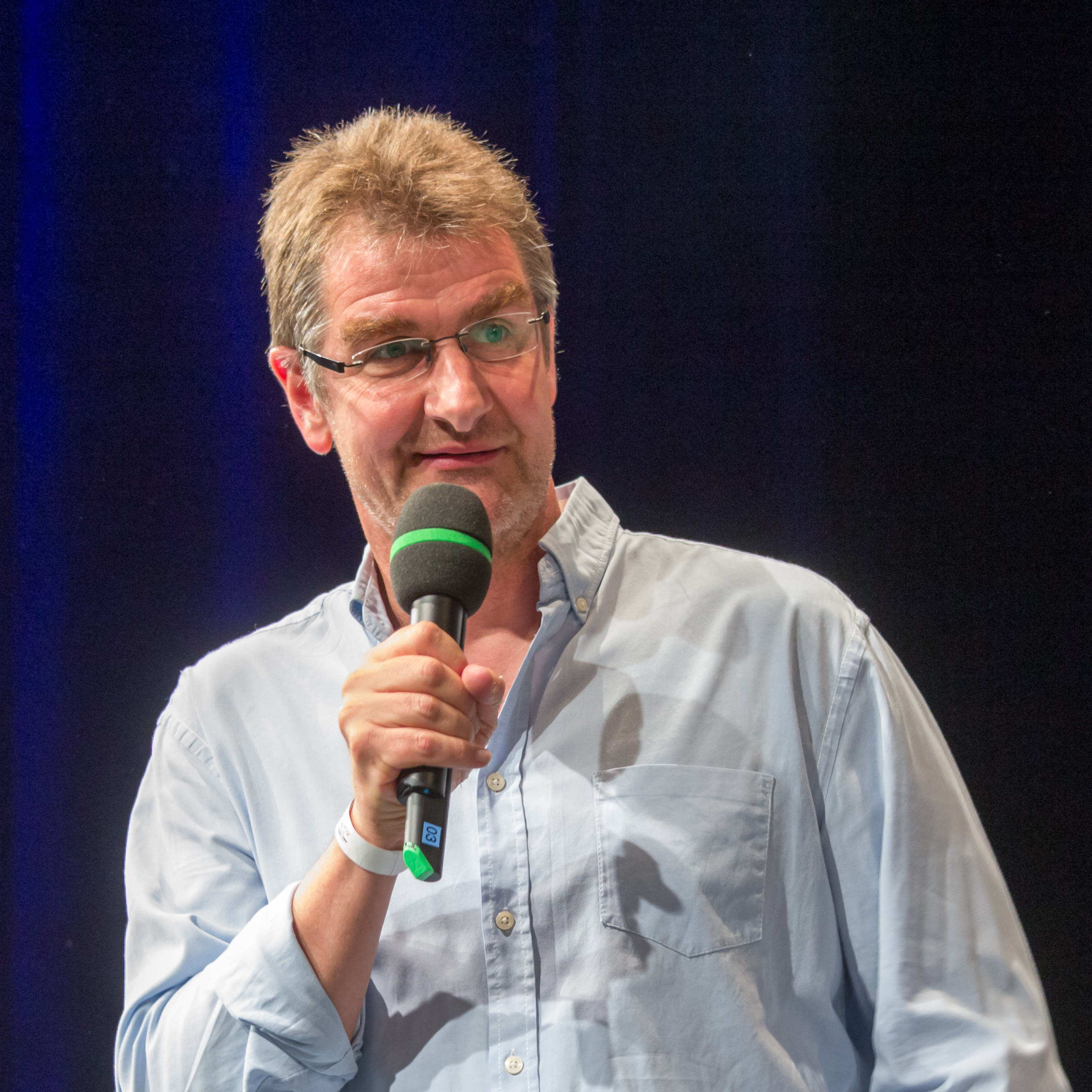
Jürgen Wiebicke (2016)

Jürgen Wiebicke (* 1962 in Köln) ist ein deutscher Journalist und Schriftsteller.

## Leben
Wiebicke studierte Germanistik und Philosophie in Köln, nebenbei jobbte er am Fließband und fuhr LKW. Nach dem Studium volontierte er beim Sender Freies Berlin (SFB), wurde anschließend als Redakteur fest angestellt und arbeitete schließlich als Redaktionsleiter. 1997 gab er diese Position auf, machte sich selbstständig und begann als freier Hörfunk-Journalist beim Sender WDR 5. Dort moderiert er seither das Vormittagsprogramm Neugier genügt, das Tagesgespräch und die interaktive Philosophie-Sendung Das philosophische Radio. Im Deutschlandfunk ist er in unregelmäßigen Abständen in der Sendung Agenda (früher: Länderzeit) zu hören.
Wiebicke gehört zur Programm-Leitung des internationalen Philosophie-Festivals phil.cologne. Im Jahr 2012 wurde er mit dem Medienethik-Award (META, Medienpreis der Hochschule der Medien, Stuttgart) ausgezeichnet. Er ist im Beirat der Initiative Miteinander reden, ein Förder- und Qualifizierungsprogramm der politischen Bildung in ländlichen Räumen.
2013 erschien sein erstes philosophisches Sachbuch Dürfen wir so bleiben, wie wir sind? Gegen die Perfektionierung des Menschen – eine philosophische Intervention. 2015 begab sich Wiebicke auf eine Wanderung durch Deutschland, „um etwas über den Zustand unserer Gesellschaft zu erfahren.“ Auf den Erlebnissen und Begegnungen dieser Reise basierend schrieb er Zu Fuß durch ein nervöses Land. Auf der Suche nach dem, was uns zusammenhält. 2017 erschien Zehn Regeln für Demokratie-Retter – ein Leitfaden zur Rettung und Neubelebung der Demokratie. 2021 veröffentlichte er ein Buch über die Gespräche mit seiner krebskranken Mutter, die in ihrem letzten Lebensjahr erstmals über ihre Erlebnisse im Krieg sprechen kann. Wiebicke folgt den Berichten seiner Familie, erzählt exemplarisch von der Generation der Kriegskinder und zieht die Parallelen zur heutigen Zeit. Über das Nachwirken autoritärer Prägungen durch ein Aufwachsen im Nationalsozialismus sagt er: „Wir alle sind Produkte einer seelisch kaputten Gesellschaft gewesen. Das ist eine erschreckende Erkenntnis, zeigt aber auch die Notwendigkeit, nochmal so spät selber an diese Frage heranzugehen.“ Die Schriftstellerin Margit Irgang bezeichnet Wiebicke als „Chronist seiner Familiengeschichte“ und sagt über Sieben Heringe. Meine Mutter, das Schweigen der Kriegskinder und das Sprechen vor dem Sterben: „Dies ist ja auch ein Buch über die Frage: Wie stirbt eine Generation, die mit Tod und Sterben aufgewachsen ist?“
Jürgen Wiebicke ist Vater dreier Kinder und lebt in Köln.

## Werke
- Dürfen wir so bleiben, wie wir sind? Gegen die Perfektionierung des Menschen – eine philosophische Intervention. Kiepenheuer & Witsch, Köln 2013. ISBN 978-3-462-04584-0
- Zu Fuß durch ein nervöses Land: Auf der Suche nach dem, was uns zusammenhält. Kiepenheuer & Witsch, Köln 2016. ISBN 978-3-462-04950-3
- Zehn Regeln für Demokratie-Retter. Kiepenheuer & Witsch, Köln 2017. ISBN 978-3-462-05071-4
- Sieben Heringe. Meine Mutter, das Schweigen der Kriegskinder und das Sprechen vor dem Sterben. Kiepenheuer & Witsch, Köln 2021. ISBN 978-3-462-00012-2
- Emotionale Gleichgewichtsstörung. Kleine Philosophie für verrückte Zeiten. Kiepenheuer & Witsch, Köln 2023, ISBN 978-3-462-00540-0.
- Erste Hilfe für Demokratie-Retter. Kiepenheuer & Witsch, Köln 2024, ISBN 978-3-462-00769-5.